# Netelia strigosa
Netelia strigosa là một loài tò vò trong họ Ichneumonidae.